# Ізабелюв (Лодзинське воєводство)
Ізабелюв (пол. Izabelów) — село в Польщі, у гміні Здунська Воля Здунськовольського повіту Лодзинського воєводства.
Населення — 946 осіб (2011).
У 1975-1998 роках село належало до Серадзького воєводства.

## Демографія
Демографічна структура станом на 31 березня 2011 року:
|          | Загалом | Допрацездатний вік | Працездатний вік | Постпрацездатний вік |
| -------- | ------- | ------------------ | ---------------- | -------------------- |
| Чоловіки | 476     | 98                 | 329              | 49                   |
| Жінки    | 470     | 101                | 287              | 82                   |
| Разом    | 946     | 199                | 616              | 131                  |